# Silesia Racibórz
Klub Szachowy Silesia Racibórz – klub szachowy w Raciborzu założony w 1991 roku. Do 1 stycznia 2007 roku nosił nazwę KSz Rzemiosło Racibórz. Jest jedynym klubem szachowym prowadzącym działalność na terenie Raciborza.

## Osiągnięcia
Zawodnicy KSz Silesia Racibórz regularnie dochodzą do finałów Mistrzostw Polski Juniorów. Do czołowych zawodników należą: Michał Obruśnik, Joanna Kasprzykowska, Aleksandra Wieczorek i Veronika Gazikowa.
W marcu 2009 roku zawodniczka klubu, Veronika Gazikova (rocznik 1999) zdobyła na Mistrzostwach Polski Juniorów do lat 12 Puchar Polski w kategorii do lat 10. W 2011 roku powtórzyła ten sukces, tym razem w kategorii do lat 12. Gazikova jest także m.in. mistrzynią Słowacji do lat 8 (tytuł zdobyty w 2007 roku) i 10 (2007, 2009), mistrzynią Słowacji w szachach aktywnych do lat 10 (2008), międzynarodową mistrzynią Czech do lat 8 (2007), mistrzynią do lat 8 (2007) i brązową medalistką do lat 10 (2009) Mistrzostw Europy w szachach aktywnych oraz mistrzynią Europy do lat 8 z 2008 roku.
W 2011 zespół Silesia Racibórz zajął I miejsce w Drużynowych Mistrzostwach Polski Juniorów – II liga juniorów i awansował do I ligi juniorów.

## Statystyki
| Rok  | Liga       | Miejsce                                | Wynik | Zawodnicy |
| ---- | ---------- | -------------------------------------- | ----- | --- |
| 2002 | I liga     | Ustroń                                 | 3     | M. Stryjecki, M. Jaworski, T. Helis, Z. Wieczorek, J. Orzechowski, R. Gazik                                                                 |
| 2003 | I liga     | Ustroń                                 | 3     | M. Stryjecki, T. Helis, J. Orzechowski, S. Stysiak, R. Szczepanek, R. Gazik                                                                 |
| 2004 | I liga     | Ustroń                                 | 7     | M. Stryjecki, M. Jaworski, T. Helis, J. Orzechowski, Z. Wieczorek, S. Stysiak, S. Czeredniczenko                                            |
| 2005 | I liga     | Jarnołtówek                            | 1     | M. Stryjecki, T. Helis, J. Orzechowski, Z. Wieczorek, S. Stysiak, R. Szczepanek, S. Czeredniczenko                                          |
| 2006 | ekstraliga | Ustroń                                 | 10    | M. Stryjecki, M. Jaworski, T. Helis, Z. Wieczorek, J. Orzechowski, S. Stysiak, R. Szczepanek, S. Ulak, S. Czeredniczenko                    |
| 2007 | I liga     | Chotowa                                | 3     | M. Stryjecki, M. Jaworski, M. Wałach, T. Helis, Z. Wieczorek, S. Stysiak, S. Czeredniczenko                                                 |
| 2008 | I liga     | Ustroń                                 | 9     | M. Jaworski, J. Orzechowski, S. Stysiak, Z. Wieczorek, M. Obruśnik, S. Czeredniczenko                                                       |
| 2009 | II liga    | Międzyzdroje                           | 2     | M. Jaworski, M. Wałach, J. Orzechowski, Z. Wieczorek, T. Helis, S. Stysiak, S. Czeredniczenko                                               |
| 2010 | I liga     | Katowice                               | 6     | M. Stryjecki, M. Wałach, Z. Wieczorek, M. Obruśnik, J. Orzechowski, T. Helis, S. Stysiak, S. Czeredniczenko                                 |
| 2011 | I liga     | Mrzeżyno                               | 10    | J. Orzechowski, M. Wałach, Z. Wieczorek, T. Helis, S. Stysiak, K. Polok, J. Czeredniczenko                                                  |
| 2012 | II liga    | Łazy                                   | 6     | M. Jaworski, M. Obruśnik, J. Orzechowski, T. Helis, K. Polok, Z. Wieczorek, J. Czeredniczenko, S. Czeredniczenko                            |
| 2013 | II liga    | Poronin                                | 2     | M. Stryjecki, M. Jaworski, J. Orzechowski, M. Obruśnik, K. Polok, Z. Wieczorek, J. Czeredniczenko                                           |
| 2014 | I liga     | Poronin                                | 2     | M. Stryjecki, M. Obruśnik, K. Polok, J. Orzechowski, Z. Wieczorek, S. Stysiak, J. Czeredniczenko                                            |
| 2015 | ekstraliga | Gliwice, Katowice, Wrocław             | 10    | K. Jakubowski, M. Stryjecki, M. Krzyżanowski, M. Obruśnik, M. Jaworski, Z. Wieczorek, K. Polok, J. Orzechowski, J. Czeredniczenko, R. Gazik |
| 2016 | I liga     | Poronin                                | 5     | K. Jakubowski, M. Stryjecki, M. Jaworski, K. Polok, Z. Wieczorek, M. Obruśnik, J. Orzechowski, O. Zemlickova                                |
| 2017 | ekstraliga | Gorzów Wielkopolski, Wrocław, Katowice | 10    | K. Jakubowski, R. Cvek, M. Krzyżanowski, M. Stryjecki, K. Polok, Z. Wieczorek, M. Jaworski, J. Orzechowski, O. Zemlickova                   |
| 2018 | I liga     | Pokrzywna                              | 3     | T. Markowski, K. Jakubowski, M. Krzyżanowski, R. Cvek, K. Polok, M. Jaworski, Z. Wieczorek, J. Orzechowski, O. Zemlickova                   |
| 2019 | ekstraliga | Chorzów, Katowice                      | 4     | N. Huschenbeth, Z. Hráček, T. Markowski, G. Nasuta, K. Jakubowski, N. Buksa                                                                 |
| 2020 | ekstraliga | Kraków                                 | 6     | N. Huschenbeth, G. Nasuta, T. Markowski, M. Krzyżanowski, K. Jakubowski, J. Worek                                                           |